# Niltava vivida
El papamoscas vívido (Niltava vivida) es una especie de ave paseriforme de la familia Muscicapidae propia del Himalaya oriental y sus estribaciones y Taiwán. Su hábitat natural son los bosques húmedos subtropicales de montaña

## Descripción

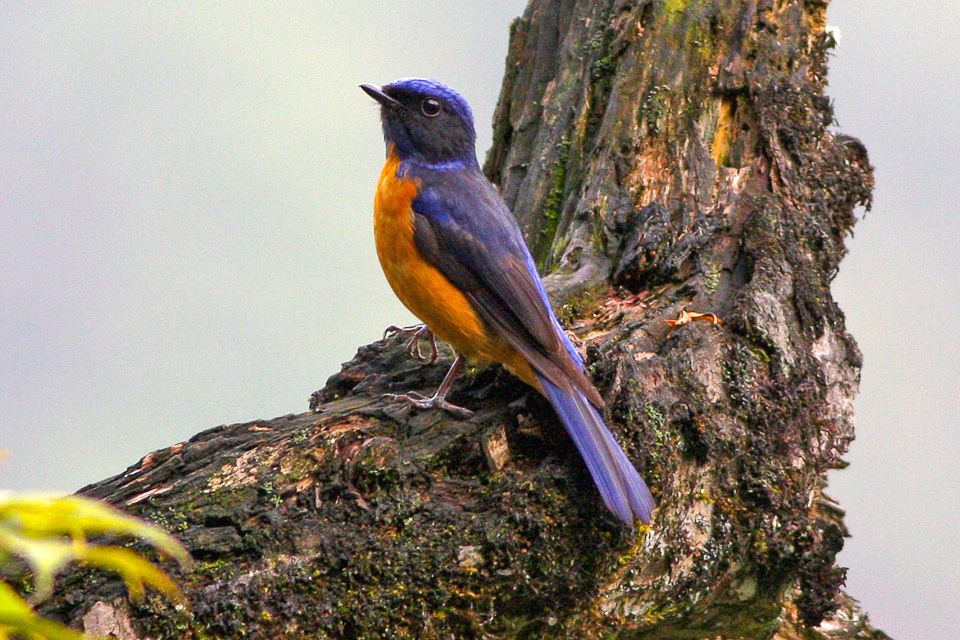
N. v. oatesi en Sichuan.

El papamoscas vívido es un pájaro de tamaño medio, que mide 16 cm de largo. El macho tiene el píleo, espalda, cola y las coberteras menores de las alas de color añil. Su pecho y vientre son de color anaranjado. Su garganta, rostro, alas son negros, al igual que el iris de sus ojos, pico y patas. La hembra tiene el plumaje de tonos pardo oliváceos, con las partes inferiores más claras, con la garganta anteada y el píleo y la nuca pardo grisáceoos. Como muchos miembros de su familia el papamoscas vívido tiene cerdas en la base del pico. La subespecie de Taiwán es de menor tamaño.

## Taxonomía
El papamoscas vívido fue descrito científicamente por el zoólogo inglés Robert Swinhoe en 1864.
Se reconocen dos subespecies:
- N. v. oatesi Salvadori, 1887 - se encuentra en el Himalaya oriental llegando hasta el sur de China	(algunos expertos la consideran una especie separada);
- N. v. vivida (Swinhoe, 1864) - endémica de Taiwán.